# Сіверськ (станція)
Сі́верськ — вузлова залізнична станція 4-го класу Лиманської дирекції Донецької залізниці на перетині трьох ліній Лиман — Микитівка, Сіверськ — Білогорівка, Сіверськ — Родакове між станціями Зовна (9 км) та Ямпіль (13 км). Розташована в однойменному місті Бахмутського району Донецької області.

## Історія
Станцію відкрито в результаті будівництва в 1910-1911 роках дільниці Лиман – Сентянівка Північно-Донецької залізниці як лінійну станцію Яма. В документах Міністерства шляхів сполучення, Північно-Донецької залізниці та Ради З’їзду гірничопромисловців півдня Росії 1910-1911 років, які датовані часом до відкриття тимчасового і регулярного руху на дільниці Північно-Донецької залізниці – Лиман-Родакове, на місці станції Яма фігурує роздільний пункт із робочою назвою Чорногорівка. 
Приміщення вокзал станції введено в експлуатацію в 1911 році. 
В 1913 році, в результаті відкриття Микитівської гілки, станція стала вузловою.
4 грудня 1973 р. станцію Яма було перейменовано на станцію Сіверськ.

## Пасажирське сполучення
На станції зупиняються пасажирські поїзди далекого сполучення «Галичина» Львів — Бахмут та регіональний поїзд № 795/796 сполученням Дніпро — Бахмут.
Приміські поїзди прямують до станцій Бахмут, Курдюмівка, Лиман, Попасна та  Слов'янськ.

## Особистість
- Мороз Алла Михайлівна — касир, кавалер ордена княгині Ольги ІІІ ступеня[2].